# 페녹시에탄올
페녹시에탄올(phenoxyethanol)은 페놀과 에틸렌글라이콜이 결합한 페놀 에터이다.
페녹시에탄올은 녹차에 포함된 천연성분 중 하나로 화학적으로 합성하여 사용하기도 하며 미국에서는 FDA에서 허가한 간접식품첨가물 중 한 가지이다.
거의 모든 화장품에 들어가는 성분들 중 하나로, 방부제와 보류제(保留劑, fixative) 역할을 한다. 원래 방부제로 쓰이던 파라벤이 독성이 있다는 것이 알려지자 대체된 성분이 바로 페녹시에탄올인데, 이도 알레르기를 일으킬 수 있다고 알려져 있다. 하지만, 고용량을 직접 주사하거나 chlorphenesin와 같이 입으로 섭취할 경우 마취, 구토, 설사 가능성이 있을 뿐, 수 십년 동안 화장품 사용으로 발병한 사례는 없다. FDA와 미 소비자연맹(Consumer Federation of America)이 설립한 CIR(화장품성분연구소)에서 안전성 평가를 하였다. 1990년, 페녹시에탄올이 현재의 사용 조건(즉, 화장품 및 개인위생용품에서 1%까지 사용)에 따라 사용하는 경우 화장품 성분으로서 안전하다고 결론지었다. 또한, 2007년, 이전에 검토된 성분에 대한 일상적인 재평가의 일환으로 CIR은 페녹시에탄올에 대한 새로운 자료를 충분히 검토해서 화장품 성분으로서 안전하다는 1990년의 결론을 다시 한번 확인했다.
※ FDA에서는 페녹시에탄올(에틸렌글리콜모노페닐에테르)의 안전성을 검토하여 간접식품첨가물로서 페녹시에탄올의 사용을 승인한 바 있다.
아울러 유럽에서는 소비자 안전 과학위원회(SCCS, Scientific Committee on Consumer Safety)에 의해 안전성이 평가되었다. SCCS는 화장품 등의 안전성과 관련된 업무를 전담하는 유럽의 정부기관이다. SCCS는 EU 내 국가들의 화학, 독성학 등의 전문가 뿐만 아니라 각 회원국의 정부기관 및 학계에 소속된 전문가에 의해 운영되고 있다. SCCS에서는 2016년 페녹시에탄올에대한 안전성 정보를 검토하였으며, 최대 1 %까지 사용된 유아용 물티슈 및 기타 어린이제품을 비롯해 화장품에서 보존제로 사용되고 있는 페녹시에탄올의 안전성을 확인하였다.